# Смирнов, Геннадий Дмитриевич
Геннадий Дмитриевич Смирнов (03.02.1933 — 08.03.2018) — специалист в области структуры, архитектуры и проектирования ЭВМ и вычислительных комплексов, организатор разработки и производства средств вычислительной техники, кандидат технических наук (1973).

## Биография
Родился 3 февраля 1933 года в поселке Катышка Омской области.
В 1957 году окончил Московский энергетический институт по специальности «Вычислительная техника».
C 1957 по 1960 год работал инженером, ведущим инженером в Ереванском научно-исследовательском институте математических машин, был заместителем главного конструктора ЭВМ специального назначения «Корунд».
В сентябре 1960 года Смирнов Г. Д. перешёл работать в минский Научно-исследовательский институт электронных вычислительных машин — НИИЭВМ (СКБ, завода им. Г. К. Орджоникидзе, МПБ, МФ НИЦЭВТ), где впоследствии с 1971 по 1998 годы был первым заместителем директора и заместителем директора по научной работе. С 1998 по 2007 г. — главный научный сотрудник.

## Научная деятельность
Г. Д. Смирнов — один из ведущих разработчиков архитектуры, структуры и системы команд ЭВМ семейства «Минск», заместитель главного конструктора ЭВМ «Минск-22», «Минск-222», «Минск-23» и «Минск-32», научный руководитель работ по ЕС ЭВМ в НИИЭВМ, член Международного Совета главных конструкторов по ЕС ЭВМ, главный конструктор ЕС-1035, заместитель главного конструктора ЕС-1020.
Геннадий Дмитриевич руководил научно-исследовательскими работами по поиску новых направлений развития, был одним из инициаторов создания ряда возимых и персональных ЭВМ, являлся заместитель председателя Совета Главных конструкторов ряда возимых ЭВМ (РВ ЭВМ), заместителем главного конструктора РВ ЭВМ. Был членом Белорусского подкомитета Всемирного компьютерного общества (IEEE Computer Society).
Является автором более 80 научных работ (монографий, статей и патентов) по различным проблемам архитектуры, структуры и использования ЭВМ.

## Заслуги
- Удостоен Государственной (1970) и Ленинской (1983) премий.
- Награждён орденом «Знак Почета» и многими медалями СССР.
- Почётный радист СССР, Заслуженный работник промышленности Республики Беларусь.
- Действительный член (академик) Международной академии информатизации, доктор института системных исследований.